# Давай за…
Давай за… — седьмой студийный альбом группы «Любэ», выпущенный в марте 2002 года. С момента выпуска сам альбом и отдельные песни из него исполняются на различных мероприятиях государственного характера, в том числе праздниках (практически каждый год на концертах ко Дню защитника Отечества, проходящих в ГЦКЗ «Россия», на Васильевском спуске, на сцене Государственного Кремлёвского Дворца и в других концертных залах страны). Пластинка «Давай за…» стала лучшим альбомом 2002 года, продержавшись на вершине чартов продаж почти весь год.. Став обладателем премии в номинации «Альбом года», группа продала в общей сложности почти 1,5 млн записей — небывалая цифра для отечественного рынка.

## История создания
Для приближения звучания к ретроспективе были использованы винтажные гитары, микрофоны, электроорган, а для сведения специально приобретен пульт «MCI» 1970-х годов. Частично запись производилась в старой тон-студии «Мосфильма» (характерная ориентация на прошлые киноленты). Получился тот самый поп-рок, которым широко пользовались ВИА, официальная советская эстрада в её классическом выражении и аккомпанирующие оркестры, как тогда и показывали на телевидении и транслировали по радио.
Главная песня, которая дала название альбому, была написана Игорем Матвиенко под впечатлением от прочтения книги «Я был на этой войне. Чечня, год 1995» Вячеслава Миронова.
Альбом вышел в марте 2002 года, и уже 18, 19, 20 марта коллектив выступал в Государственном центральном концертном зале «Россия» с одноимённой программой. Солист «Любэ» Николай Расторгуев между тем отметил своё 45-летие. На сцене Расторгуев предстал в цивильной одежде — пиджак-рубашка. Гимнастёрка без погон и сапоги были отменены в пользу штатского костюма.

## Содержание альбома
На вопрос корреспондента «Труда», не возникало ли у музыкантов ансамбля мысли когда-нибудь поменять стилистику своих песен — к примеру, начать петь романсы или же делать электронную аранжировку композиций, Николай Расторгуев ответил следующее:
На нашем новом альбоме «Давай за…» уже есть романс «Это было, было», который звучит в сериале «Саломея». А на песню «Давай за…» существует десяток ремиксов. Вообще новый альбом получился достаточно эклектичный. Там есть песни 30-х, 50-х, 70-х годов.
На пресс-конференции в пресс-центре «Аргументы и факты», продюсер Игорь Матвиенко поделился своим видением содержания, и причин побудивших его к выпуску именно такого альбома:
В альбоме по многим причинам хотелось уйти в ретро. А по саунду альбом намного моднее многих современных групп. Мне захотелось сделать для «Любэ» жизнерадостный альбом. Я сознательно отказался даже от очень хороших песен только потому, что они грустные. Альбом получился с уклоном в прошлое. Причём в нём представлена своеобразная ретроспектива стилей ушедшего века. Воспевание радости созидательного труда 30-х, воспоминание о физиках и лириках 60-х, пионерская задушевная песня «Бабушка», шейк про двух подружек однокурсниц, которые не спеша идут по городу, лубочный стиль 70-х, бодрый перестроечный шансон.

## Рецензии музыкальных критиков
Музыкальный обозреватель газеты «Аргументы и факты» Владимир Полупанов в своей рецензии называет альбом «Давай за…» погружением в пучину «жёсткого ретро». Согласно Полупанову, начиная с обложки, выполненной в стилистике советских агитационных плакатов, заканчивая архаичным внутренним содержанием — всё приглашает слушателя окунуться в далёкие, по отношению к дню сегодняшнему, 1970-е годы. Это всё чем-то напоминает фотоиздания времён Застоя, предназначенные для иностранцев и показывающие Страну Советов с фасада. Сам же альбом открывается неожиданной для сугубо городского коллектива романтической сельской пасторалью — «Берёзы». «Отчего так в России берёзы шумят, отчего белоствольные всё понимают…» — льётся в унисон ненавязчивому гитарному перебору расторгуевский вокал. Продолжает линию крестьянского поп-трэша песня «Покосы» с рефреном «И что-то заветное манит, а что — до конца не понять… Такая в душе благодать». Канва душевной «благодати» на миг прерывается во время шейка «Две подружки», которым «сигналят вслед отчаянно незнакомые парнишечки». «Ну а может, познакомимся, ну а может, затусуемся?» — нахраписто предлагает лирик Николай Расторгуев, но уже в следующем треке «Поёт гитара» вновь возвращает слушателя в безмятежную созерцательность. На предпоследней песне «Охота» становится чуть душно, кажется, что создатели переусердствовали в создании жизнерадостной атмосферы. Но завершающим аккордом наконец-то звучит более близкая и понятная песня из сегодняшнего дня — «Давай за…», выбивающаяся из заданной концепции. Другими словами, популярный коллектив, не особо мудрствуя, выпустил «модный» альбом, сильно отдающий советским прошлым.
Главный редактор «Музыкальной газеты» Олег Климов называет альбом ностальгически стилизованным, выражающим совсем крайнюю сторону творчества «Любэ» — советскую эстраду, которая, как оказалось из наблюденией за эстрадой дня сегодняшнего, была отнюдь недурна. Так, по мнению Климова, «Домой» — это очередная дворово-гитарная нетленка; «Покосы» — передача «В рабочий полдень», из этой «оперы» — разбитая дорога между хлебами, жарко, крынка холодного молока, мокрая от пота рубаха; «Это было, было…» — на стихи Николая Гумилёва; «Бабушка» — посвящение Сергею Парамонову и трагической истории повзрослевшего мальчика, что пел «Пусть бегут неуклюже» — песню для хора с солистом, трогательную до слёз; «Ты неси меня, река» — из кинофильма «Граница. Таёжный роман» Александра Митты, текст, кстати, его же (из области фантастики: не будь Юрий Шевчук настолько ортодоксален в своих взглядах на популярную музыку, получился бы неплохой дуэт с Расторгуевым — неожиданный и органичный); «Две подружки», — по мнению Климова, — можно отдать на добивание Евгению Осину, а «Поёт гитара» отлично исполнил бы Олег Анофриев.
Анна Колчеева, Сергей Рябинин и Дарья Чистякова отмечают, что альбом продолжает установившуюся в последнее время у «Любэ» традицию: добротные народные песни с характерным обилием уменьшительно-ласкательных суффиксов, столь привычных русскому уху. А это значит, что на премьере альбома в ГЦКЗ «Россия» преобладали «улочки», «двустволочки», «трамваи пятёрочки» и, вообще, «погодка распогодилась».
По словам музыкального обозревателя «Времени новостей» Александра Беляева, альбом «Давай за…» сильно не впечатляет — это ровный среднетемповый материал со всеми характерными фишками «Любэ» (родина-покос-мужики-охота) и убедительным имитированием ретросаунда. Концертное исполнение тоже этим песням ровным счётом ничего не добавляет: нет никаких импровизаций, никакой особенной энергетики. На самом деле поклонникам группы это совершенно и не нужно, им нужно настроение светлой тоски и «про любовь, но чтоб не пошло», а «Любэ» в том воплощении, в котором группа предстала на концерте по случаю выхода альбома — это скорее семейное развлечение, чем концерт популярной музыки.
Владимир Завьялов (Афиша Daily) назвал «Давай за…» не только самым советским по духу и звуку альбомом Любэ, но и самым жизнерадостным и в хорошем смысле бытовым: «Если убрать за скобки героику заглавной песни, тут тишь да гладь, благолепие и пастораль — ночка темная, речка быстрая, белые березы, летние покосы. И одинокая луна».

## Список композиций
Вся музыка написана И. Матвиенко, кроме «Это было, было», автор которой Ольга Петрова.
| №                   | Название                     | Текст песни         | Длительность |
| ------------------- | ---------------------------- | ------------------- | ------------ |
| 1.                  | «Берёзы»                     | М. Андреев          | 3:04         |
| 2.                  | «Домой»                      | А. Шаганов          | 3:23         |
| 3.                  | «Покосы»                     | М. Андреев          | 3:37         |
| 4.                  | «Это было, было...»          | Н. Гумилёв          | 2:18         |
| 5.                  | «Бабушка»                    | А. Шаганов          | 3:50         |
| 6.                  | «Ты неси меня, река (Краса)» | А. Митта            | 3:38         |
| 7.                  | «Две подружки»               | А. Шаганов          | 4:10         |
| 8.                  | «Поёт гитара»                | А. Шаганов          | 4:06         |
| 9.                  | «Охота»                      | М. Андреев          | 3:27         |
| 10.                 | «Давай за...»                | И. Матвиенко        | 4:10         |
| 11.                 | «Берёзы» (бонус-трек)        | М. Андреев          | 2:51         |
| Общая длительность: | Общая длительность:          | Общая длительность: | 38:34        |

Переиздания:
Юбилейное издание, выпущенное к 25-летию группы без изменения треклиста альбома. Издание выпущено на LP-носителях (винил) в 2014 г., а также на CD в 2015 г.

## Участники записи

### Любэ
- Николай Расторгуев — вокал, акустическая гитара
- Сергей Перегуда — гитара
- Алексей Хохлов — гитара
- Виталий Локтев — клавишные
- Александр Ерохин — ударные
- Павел Усанов — бас-гитара
- Анатолий Кулешов — хормейстер, бэк-вокал

### Дополнительные музыканты
- Государственный ансамбль «Россия» п/у Заслуженного артиста России Н. Степанова
- Большой детский хор ВГТРК под управлением В. Попова
- В. Головнев, В. Мамыко, А. Коновалов — духовая группа
- Н. Расторгуев, А. Кулешов, А. Тарасов — бэк-вокал
- И. Контюков — переложение для оркестра (5, 11)

### Производство
- Игорь Матвиенко — продюсер, художественный руководитель
- Игорь Матвиенко, Ольга Петрова — авторы музыки
- Александр Шаганов, Михаил Андреев, Александр Митта, Игорь Матвиенко, Николай Гумилев — авторы стихов
- Александр Панфилов — звукоинженер
- В. Овчинников, Е. Трушин, А. Иванов, И. Полонский — звукорежиссёры
- Олег Головко — директор группы
- Юрий Земский, Николай Цветков, Ирина Масленникова — административная группа
- Игорь Полонский — саунд-дизайн
- DirectDesign — дизайн
- Александра Долбишева — иллюстратор

## Награды и номинации
| Год  | Награда           | Номинированная работа       | Результат |
| ---- | ----------------- | --------------------------- | --------- |
| 2002 | Золотой граммофон | «Давай за…»                 | Победа    |
| 2002 | Песня года        | «Ты неси меня река (краса)» | Победа    |
| 2002 | Песня года        | «Давай за…»                 | Победа    |
| 2002 | Шансон года       | «Давай за…»                 | Победа    |
| 2002 | Шансон года       | «Ты неси меня река (краса)» | Победа    |
| 2003 | Песня года        | «Березы»                    | Победа    |
| 2003 | Премия Муз-ТВ     | «Давай за…»                 | Номинация |
| 2004 | Премия Муз-ТВ     | «Березы»                    | Номинация |
| 2004 | Золотой граммофон | «Березы»                    | Номинация |